# Seongnam
Seongnam je milijunski grad Republike Koreje. Grad je poslije Suwona drugi najveći grad južnokorejske provincije Gyeonggi, te s populacijom od preko milijun stanovnika ukupno deveti grad u zemlji. Stambeni dio grada nalazi se odmah na jugu Seoula te pripada tzv. Seoulskom nacionalnom središnjem prostoru.
Seongnam je prvi planirani grad u povijesti Južne Koreje te je osmišljen za vrijeme predsjednika Park Chung-Heea. Zbog plana industrijalizacije zemlje, grad je namijenjen stanovništvu koje je zaposleno u tamošnjoj elektroničkoj, petrokemijskoj i tekstilnoj industriji tijekom 1970-ih i 1980-ih.
Grad je povezan s mrežom cesta prema Seoulu te drugim velikim gradovima od 1970-ih do danas. Seongnam je danas povezan sa Seoulom preko Bundanga, jednog od okruga Seongnama izgrađenog tijekom 1990-ih.
Kako bi se izbjegla populacijska prenapućenost Seoula, te oslobodilo grad od zagušenosti u gradskom području, korejska Vlada je ponudila poticajne pakete velikim javnim poduzećima i privatnim tvrtkama da svoja sjedišta presele u okrug Bundang u gradu Seongnamu. Tako danas tamo svoja sjedišta imaju telekomunikacijski operater KT (bivši Korea Telecom), KEPCO, Korejska plinska korporacija i Korejska državna korporacija.
U posljednjih nekoliko godina, Seongnam je postao metropolitanski grad sposoban da sam donosi vlastite odluke. U kolovozu 2009. Seongnam se odlučio spojiti s gradom Hanam, u Gyeonggi-do.

## Administrativni okruzi
Seongnam je podijeljen na tri temeljna administrativna okruga:
- Bundang-gu
- Jungwon-gu
- Sujeong-gu

## Sport
U sportskom smislu, u gradu djeluje nogometni prvoligaš Seongnam Ilhwa Chunma.

## Statistika
| STATISTIKA SEONGNAMA       | STATISTIKA SEONGNAMA |
| -------------------------- | -------------------- |
| Br. vladinih zaposlenika   | 2.199                |
| Br. profesora              | 7.245                |
| Br. studenata po profesoru | 23                   |
| Br. medicinskih centara    | 952                  |
| Br. automobila             | 270.289              |

## Sestrinski gradovi
- Piracicaba, Brazil (1986.)
- Aurora, Colorado, SAD (1992.)
- Shenyang, Kina (1998.)
- Cairns, Australija
- Ohrid, Makedonija

## Galerija slika
- Panorama JI. Seoula i Seongnama vidljivih iz Gwanggyosana.
- Poslovne zgrade u Seongnamu.
- Ulaz u gradsku podzemnu željeznicu.
- Nogometni stadion kluba Seongnam Ilhwa Chunma.

## Vanjske poveznice
- Seongnam City
- Zemljopisne koordinate grada